# Mașină frigorifică
O mașină frigorifică sau instalație frigorifică este o instalație destinată răcirii și menținerii temperaturii unei zone sub temperatura mediului ambiant. Răcirea se obține în urma unui consum de energie, prin metode termodinamice sau prin efecte termoelectrice⁠(d). Prin metode termodinamice mașina are ca agent de lucru un agent frigorific și funcționează după un ciclu inversat. Domeniul de răcire al acestora este până la −150 °C (123 K), sub care este domeniul mașinilor criogenice. Există și alte metode de răcire, care nu folosesc „mașini”.
Deși principial și funcțional nu există deosebiri, de obicei expresia „instalație frigorifică” se referă la un ansamblu de componente: schimbătoare de căldură, compresoare, detentoare și alte componente, care asigură funcționarea unui obiectiv mare, cum ar fi un depozit frigorific, un patinoar etc. Expresia „mașină frigorifică” se referă de obicei la o instalație unitară, minimală, cum ar fi o vitrină frigorifică, un frigider sau un congelator.

## Istoric
Prima mașină frigorifică, care era una cu compresie mecanică de vapori în circuit închis și putea funcționa continuu, a fost construită în 1834 de Jacob Perkins. Aceasta folosea ca agent frigorific oxidul de etilenă (C2H4O), care era foarte inflamabil și toxic. Un prototip similar a fost construit în 1842 de John Gorrie, care l-a patentat în 1851, însă fără succes comercial.
Prima mașină frigorifică cu absorbție (fără compresor), acționată de o sursă de căldură, a fost construită de Edward Toussaint din Franța în 1859 și brevetată în 1860. Mașina folosea ca agent frigorific amoniac (NH3, R717) dizolvat în apă.
În 1876 Carl von Linde a brevetat o metodă îmbunătățită de lichefiere a gazelor și a creat prima mașină frigorifică eficientă. Metoda folosea ca agenți frigorifici amoniacul, dioxidul de sulf (SO2, R764) și clorometanul (CH3Cl, R40), care au fost folosiți până în anii 1920, deși erau toxici.

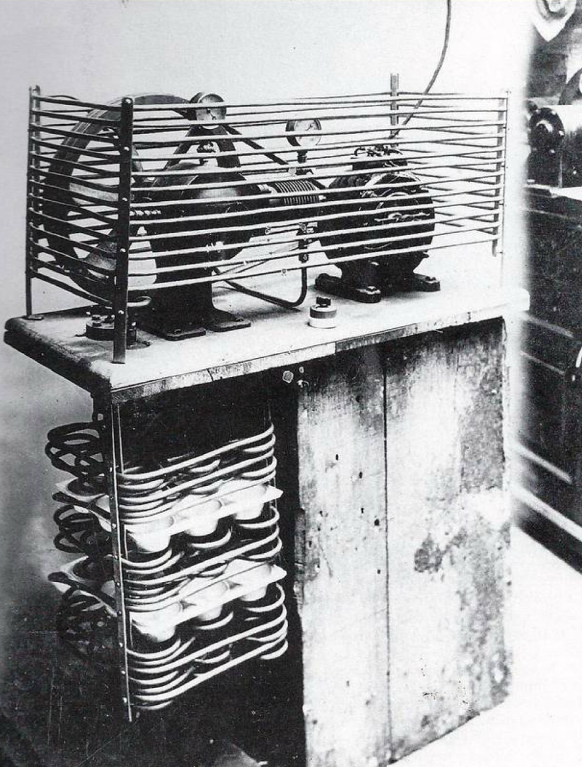
Frigider DOMELRE, c. 1914

Primul frigider casnic a fost construit în 1913 și patentat în 1915 de Fred W. Wolf. Era o mașină care folosea ca agent frigorific amoniacul, montată deasupra compartimentului cu gheață al unui dulap frigorific. Frigiderele s-au generalizat în SUA în anii 1930, când s-a introdus ca agent frigorific freonul-12 (CCl2F2, R12), neinflamabil și netoxic.

## Clasificare
Mașinile frigorifice se clasifică în:
Mașini frigorifice care lucrează în procese termodinamice ciclice
- mașini frigorifice cu compresiunea aerului;
- mașini frigorifice cu destindere în câmp turbionar;
- mașini frigorifice cu compresiune mecanică de vapori;

- într-o treaptă;
- cu două trepte;
- în cascadă;

- mașini frigorifice cu ejector, cu compresiune de abur rece.
- mașini frigorifice cu absorbție (cu compresiune termochimică);

- cu agent frigorific soluție amoniacală;
- cu agent frigorific abur rece și soluție de bromură de litiu;
- cu absorbție-difuziune;

- mașini frigorifice cu adsorbție.

Mașini frigorifice cu răcire termoelectrică

## Principiu de funcționare
Căldura este o formă de energie, al cărei potențial termic este definit de temperatură. Răcirea unei zone (a unui spațiu) presupune o extragere de căldură din zonă și transmiterea ei mediului ambiant. Încă din secolul al XVIII-lea se știa empiric că căldura trece doar de la corpurile calde la cele reci, nu și invers. Deci, pentru a răci o zonă (un spațiu) este nevoie de a realiza un sistem termodinamic care lucrează între o temperatură mai mică decât cea a zonei răcite și la una mai mare decât a mediului ambiant.
La o mașină frigorifică care lucrează în ciclu inversat, acest lucru se poate realiza doar prin consumarea unui lucru mecanic, fapt subliniat în formularea lui Rudolf Clausius a principiului al doilea al termodinamicii: Fără consum de lucru mecanic este imposibil să se treacă căldură de la un corp mai rece la un corp mai cald cu o mașină care funcționează ciclic în mod spontan. În practică, lucrul mecanic necesar conform principiului este consumat:
- la mașinile frigorifice cu compresiunea aerului, pentru a realiza comprimarea adiabatică a aerului rece până la o temperatură mai ridicată decât cea a mediului ambiant;[17]
- la mașinile frigorifice cu compresiune de vapori, pentru a realiza presiuni scăzute, respectiv ridicate ale agentului frigorific, presiuni la care punctele de vaporizare, respectiv de condensare ale agentului sunt sub temperatura zonei răcite, respectiv peste temperatura mediului ambiant.[18]

La mașinile frigorifice cu ejector, energia consumată este entalpia fluidului motor (abur) care realizează comprimarea mecanică a agentului frigorific (apă).
La o mașină frigorifică cu absorbție, energia consumată sub formă de căldură este necesară pentru a realiza temperaturi la care afinitatea pe care o au unele substanțe față de vaporii altei substanțe are valori corespunzătoare situațiilor în care se dorește ca vaporii să fie absorbiți, respectiv degajați dintr-un agent de transport.
La o mașină frigorifică care lucrează pe baza efectului Peltier, energia consumată este cea a curentului electric necesar pentru realizarea diferenței de temperatură necesară între joncțiunile diferitelor materiale adecvate. În lipsa acestui curent efectele termoelectrice încetează.

## Mașini frigorifice cu compresiunea aerului

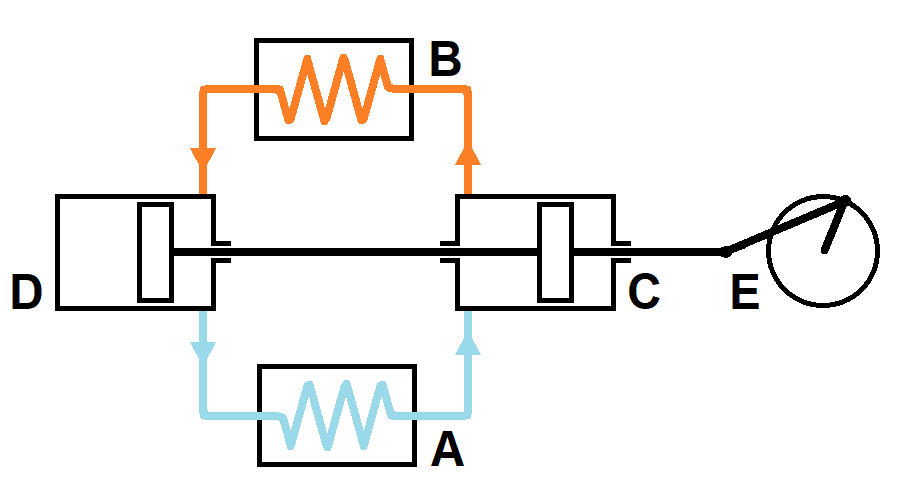
Schema unei mașini frigorifice cu aer cu compresor cu piston. A - schimbător de căldură în zona răcită, B - schimbător de căldură spre mediul ambiant, C - compresor cu piston, D - detentor, E - motor de antrenare.

Aerul este un agent de lucru abundent și disponibil gratuit, deci pare a fi naturală folosirea sa. Primele mașini frigorifice cu aer funcționau după schema din figura alăturată. Partea rece și caldă a instalației se obținea printr-un ansamblu compresor–detentor care lucrau sincron, fiind montate pe aceeași tijă, antrenată de un motor. Detentorul destindea aerul, care astfel se răcea sub temperatura spațiului răcit. În schimbătorul de căldură din zona răcită aerul prelua căldură la presiune constantă, încălzindu-se într-o oarecare măsură, dar, totuși, rămânând sub temperatura zonei răcite. Acest aer era apoi comprimat de compresor până la o temperatură superioară mediului ambiant. Aerul cald trecea prin schimbătorul de căldură din partea caldă, unde ceda căldură la presiune constantă mediului ambiant sau apei de răcire, răcindu-se întrucâtva, dar nu până la temperatura mediului sau a apei de răcire. Acest aer intra apoi în detentor, iar ciclul se relua.

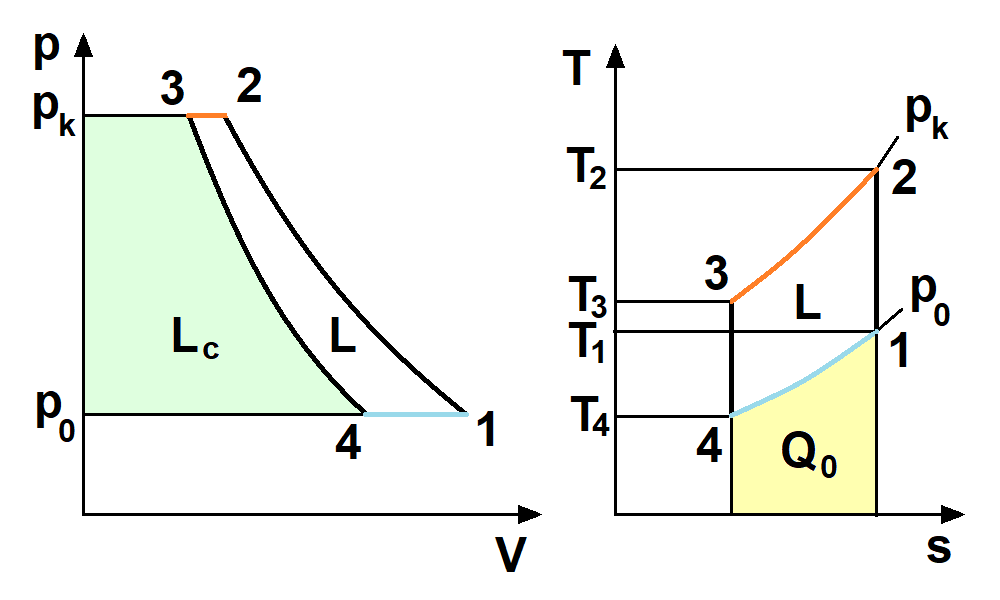
Ciclul ideal al mașinii frigorifice cu aer în diagramele p-V și T-s

În diagramele p-V și T-s din imaginea alăturată este prezentat ciclul idealizat al acestei mașini. În exemplul din diagramă presiunea din zona rece este p0 = 1 bar, iar cea din zona caldă este pk = 4 bar. În urma comprimării izentropice 1–2, temperatura aerului crește de la t1 = −5 °C = 268 K la t2 = 120 °C = 393 K. În schimbătorul de căldură din zona caldă, în procesul izobar 2–3 aerul cedează căldură mediului de răcire, răcindu-se până la temperatura mediului, t3 = 20 °C = 293 K. În destinderea izentropică 3–4 aerul se răcește până la t4 = −75 °C = 198 K. În schimbătorul de căldură din zona rece, în procesul izobar 4–1 aerul primește căldură din zona rece, încălzindu-se până la temperatura, t1 = −5 °C și ciclul se reia.
În diagrama p-V, Lc este lucrul mecanic tehnic produs de detentor, care, prin tija de legătură recuperează o parte a lucrului mecanic tehnic consumat de compresor, astfel că motorul de acționare nu mai trebuie să acopere decât lucrul mecanic ciclic, L. În diagrama T-s, Q0 este căldura extrasă din spațiul răcit. Eficiența teoretică a acestui ciclu, considerând capacitatea termică masică a aerului ca fiind constantă cu temperatura, este
{\displaystyle \epsilon ={\frac {Q_{0}}{|L|}}={\frac {{\dot {m}}\,c_{p}(T_{1}-T_{4})}{{\dot {m}}\,c_{p}(T_{2}-T_{1})-{\dot {m}}\,c_{p}(T_{3}-T_{4})}}={\frac {T_{1}-T_{4}}{(T_{2}-T_{1})-(T_{3}-T_{4})}}}
unde {\displaystyle {\dot {m}}} este debitul masic de aer din circuit.
Cu valorile numerice de mai sus, eficiența este:
{\displaystyle \epsilon ={\frac {268-198}{(393-268)-(293-198)}}=2,33=233\,\%}
Eficiența ciclului Carnot inversat care lucrează între aceleași temperaturi este
{\displaystyle \epsilon _{C}={\frac {T_{1}}{T_{3}-T_{1}}}={\frac {268}{293-268}}=10,72=1072\,\%}
Deci, eficiența mașinii frigorifice cu aer este departe de eficiența ciclului Carnot. Mărirea eficienței se poate obține prin scăderea raportului de comprimare (în exemplul de mai sus este 4:1), dar asta duce la creșterea debitului de aer {\displaystyle {\dot {m}}} din ciclu, respectiv creșterea dimensiunilor utilajului, care și așa sunt mari.
Ciclul prezentat este unul ideal, în care eficiențele compresorului și detentorului sunt 100 %. În realitate, eficiența compresorului este de 70–85 %, iar a detentorului de 70–80 %, ca urmare eficiența instalației se înjumătățește. Ținând cont și de alte pierderi (frecări, neetanșeități, infiltrații de căldură), eficiența instalației este și mai mică, de câteva ori mai mică decât a instalațiilor frigorifice cu vapori.
În afară de asta, temperaturile foarte scăzute din detentor duc la condensarea umidității din aer sub formă de zăpadă, ceea ce obturează circuitul. Măsurile necesare pentru separarea umidității complică instalația.
Pentru instalații frigorifice foarte mari o soluție este înlocuirea perechii compresor–detentor cu o pereche turbocompresor–turbodetentor, pentru care debitele de aer foarte mari la rapoarte de comprimare mici nu sunt o problemă. O soluție pentru reducerea dimensiunilor acestora este funcționarea întregului circuit la presiuni foarte mari, de exemplu în zona caldă pk = 250 bar, iar în zona rece p0 = 150 bar, rezultând un raport de comprimare de doar 250/150 = 1,67 , favorabil, și debite de zeci de ori mai mici.
O aplicație a mașinii frigorifice cu aer se întâlnește curent la avioanele propulsate de turbine cu gaze, unde există aer comprimat furnizat de compresoarele motoarelor.
Principalul avantaj al mașinilor frigorifice cu aer este, alături de simplitatea lor, faptul că agentul lor frigorific (aerul) este complet nepoluant.

## Mașini frigorifice cu destindere în câmp turbionar

Separarea gazului comprimat într-un curent cald și unul rece

Un dispozitiv mecanic simplu care oferă un jet de aer răcit este tubul vortex. Acesta, deși nu are nicio piesă în mișcare, reușește să creeze două jeturi de aer la temperaturi diferite prin destinderea aerului comprimat într-o curgere în rotație. Deoarece pentru a funcționa are nevoie de energie sub formă de aer comprimat, din punct de vedere termodinamic este considerat o mașină. Aerul, la temperatura camerei, este introdus tangențial într-o cameră de turbionare, iar în interiorul tubului apar două vârtejuri, unul cald, la periferie, iar celălalt rece, în interior. Fiecare dintre acestea este evacuat prin ajutajele corespunzătoare aflate la capetele tubului.. Temperaturile jeturilor pot atinge 200 °C la capătul fierbinte, respectiv −50 °C la capătul rece. Deoarece nu folosește ca agent frigorific decât aerul este considerat un dispozitiv ecologic⁠(d). Însă eficiența sa este mică, motiv pentru care este folosit doar pentru răciri punctuale mici și unde aerul comprimat este disponibil, de exemplu la răcirea sculelor așchietoare ale mașinilor-unelte folosind rețeaua de aer comprimat a atelierului.

## Mașini frigorifice cu compresiune mecanică de vapori
O mașină frigorifică cu compresiune mecanică de vapori este o mașină frigorifică care funcționează după un ciclu termodinamic inversat în domeniul vaporilor umezi ai refrigerentului. Datorită eficienței sale, este cel mai folosit procedeu la frigidere, congelatoare, depozite de alimente și condiționarea aerului. La scară industrială este folosit în rafinării⁠(d), uzine chimice și petrochimice. Se realizează instalații într-o treaptă (monoetajate), cu două trepte (bietajate) sau în cascadă. Deoarece în domeniul vaporilor umezi transformările care preiau, respectiv cedează căldura se pot realiza practic izotermic prin două transformări de fază: vaporizarea, respectiv condensarea agentului frigorific, ciclul mașinilor cu vapori este mai aproape de un ciclu ideal decât alte cicluri.

### Mașini monoetajate

Cea mai simplă schemă a unei mașini frigorifice cu compresiune mecanică de vapori, monoetajată
A: mediul ambiant
B: zona răcită
I: izolație termică
C: compresor
K: condensator
L: ventil de laminare
V: vaporizator

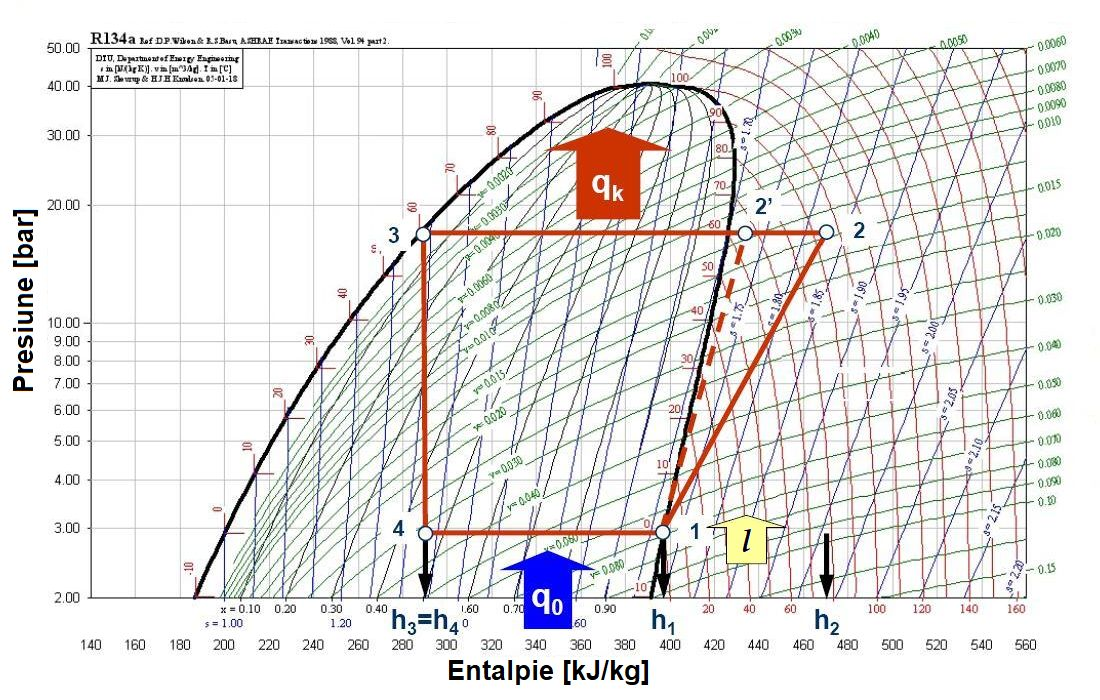
Reprezentarea în diagrama p-h a unui ciclu simplu al unei mașini frigorifice care funcționează cu R134a
1-2': comprimare ideală (izentropică); 1-2: comprimare reală; 2-3: condensare; 3-4: laminare; 4-1: vaporizare

Ridicarea presiunii pentru ramura caldă (în condensator) se face cu un compresor. Însă reducerea presiunii pentru ramura rece (în vaporizator) nu este convenabil să se facă cu un detentor, datorită dificultăților de etanșare ale circuitului. De aceea detentorul este înlocuit cu un ventil de laminare, mult mai simplu și a cărui construcție poate fi etanșă. În acest ventil destinderea se face izentalpic. Deoarece în diagrama p-h transformările izobar-izotermice și izentalpice se reprezintă prin linii drepte, aceasta este preferată la proiectarea acestor mașini.
Eficiența unei astfel de scheme este:
{\displaystyle \epsilon ={\frac {q_{0}}{|l|}}={\frac {i_{1}-i_{4}}{i_{2}-i_{1}}}}
unde cu i sunt notate entalpiile masice, iar q0 și l sunt căldura extrasă din zona răcită, respectiv lucrul mecanic consumat de compresor pentru un debit unitar de agent frigorific.

### Mașini bietajate

O schemă a unei mașini bietajate cu comprimare și destindere în două trepte

Pe măsură ce este nevoie de o temperatură mai joasă a spațiului răcit, scade și presiunea din ramura de presiune joasă a ciclului, deci compresorul trebuie să lucreze la un raport de comprimare mai mare, care este neeconomic, sau chiar imposibil de realizat. O soluție este fracționarea ciclului la o presiune intermediară, și comprimarea agentului frigorific (același agent frigorific) în două trepte, cu două compresoare diferite. Domeniul acestor mașini este răcirea unui spațiu până la −25...−60 °C. Pentru a reduce lucrul mecanic consumat de compresoare, după prima treaptă de comprimare, la presiunea intermediară, vaporii de agent frigorific sunt răciți la temperatura de saturație corespunzătoare acestei presiuni. Acest lucru se poate face într-un schimbător răcit cu apă, sau într-un schimbător de căldură prin amestec, care joacă și rolul de separator.
Schema bietajată de alături poate fi completată într-o schemă trietajată, cu două presiuni intermediare, două schimbătoare de căldură prin amestec, trei compresoare și trei ventile de laminare. Dacă mașina lucrează cu R12, o asemenea schemă permite realizarea în spațiul răcit a unei temperaturi de −95 °C.

### Mașini în cascadă

Schema unei mașini frigorifice cu două trepte în cascadă

Pentru temperaturi mai scăzute ale spațiului răcit, a avea presiuni etajate, în vaporizator, schimbătoarele intermediare și condensator nu este o situație optimă. O soluție posibilă este folosirea a câte unui agent frigorific diferit în fiecare treaptă. Fiecare treaptă este formată dintr-o mașină monoetajată, iar treptele sunt cuplate între ele prin schimbătoare de căldură intermediare în care partea în contact cu fluidul rece este vaporizatorul unei trepte, iar cea în contact cu fluidul cald este condensatorul treptei următoare. În figura alăturată este prezentată schema de principiu a unei mașini cu două trepte în cascadă. În funcție de temperatura dorită pentru spațiul răcit se pot cupla mai multe trepte. O schemă cu trei trepte în cascadă poate ajunge la limita de temperatură considerată pentru mașinile frigorifice, iar o schemă cu patru trepte ajunge în domeniul criogenic.

## Mașini frigorifice cu ejector
Aceste mașini frigorifice folosesc ca agent frigorific apa și în loc de compresor au un ejector. Fluidul motor este aburul viu produs de o sursă externă. Deoarece ejectorul poate realiza un raport de comprimare de cel mult 3...5, instalația poate realiza o diferență de temperatură între condensator și vaporizator de doar 15–20 °C. Apa de răcire a condensatorului are cel puțin 15 °C (temperatura solului în care este pozată conducta) iar între agentul frigorific și spațiul răcit, respectiv între agentul frigorific și apa de răcire, este nevoie pentru transmiterea căldurii de o diferență de temperatură de câteva grade. Ca urmare, instalația nu poate realiza temperaturi sub 0 °C. De obicei o asemenea instalație este folosită la climatizarea aerului sau pentru obținerea apei reci (c. 10 °C) necesare unor procese industriale acolo unde există o sursă de abur, de exemplu prelevat dintr-o schemă mai complexă.

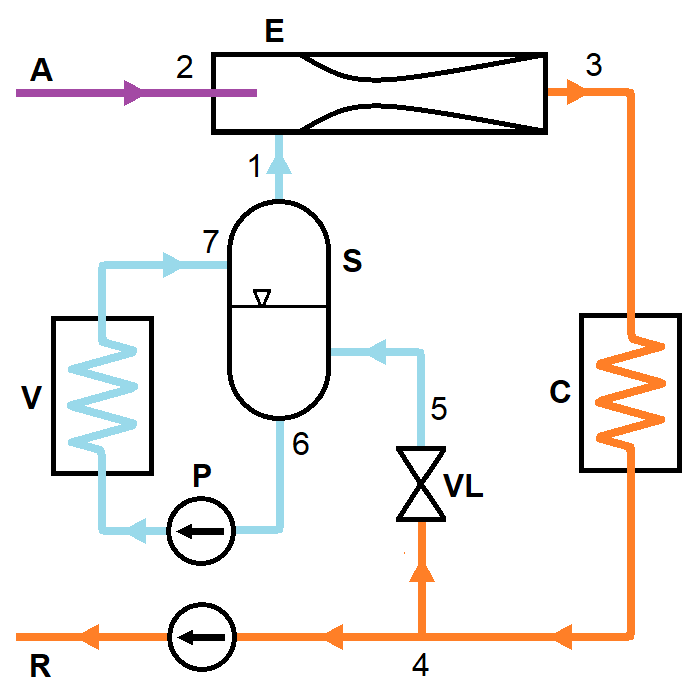
Schema unei mașini frigorifice cu ejector.
A = abur viu,
E = ejector,
S = separator,
V = vaporizator,
C = condensator,
VL = ventil de laminare,
P = pompe,
R = retur.

Schema mașinii este asemănătoare cu cea a unei mașini frigorifice într-o treaptă cu separator. Aburul saturat din separator, la presiunea de c. 0,1 bar și temperatura de c. 7 °C (starea 1) este comprimat în ejector până la o presiune de 0,3...0,5 bar (starea 3). Apoi el se condensează în condensator (starea 4). O parte din condensatul cald, corespunzătoare debitului de abur viu, este returnată instalației de producere a aburului viu, presiunea necesară returului fiind obținută cu o pompă. Restul condensatului cald, corespunzător debitului de abur rece antrenat de ejector, este laminat în ventilul de laminare până la presiunea din vaporizator  (starea 5) și introdusă în separator. Din separator condensatul rece intră în vaporizator  (starea 6), unde se vaporizează la presiune scăzută. Vaporii umezi din vaporizator  (starea 7) sunt trimiși la separator și ciclul se reia. Pentru a eficientiza vaporizatorul, în circuitul său este plasată o pompă de recirculație.
Pentru stabilirea eficienței teoretice, partea de „putere utilă” este căldura extrasă de vaporizator din spațiul rece. Pentru un debit de 1 kg/s de vapori reci antrenați de ejector ea este:
{\displaystyle P_{u}=h_{1}-h_{5}}
unde h sunt entalpii, iar indicii se referă la schema alăturată.
Pentru 1 kg/s de vapori reci antrenați debitul {\displaystyle {\dot {m}}} de abur de antrenare se poate determina din bilanțul pe ejector:
{\displaystyle h_{1}+{\dot {m}}h_{2}=(1+{\dot {m}})h_{3}}
de unde:
{\displaystyle {\dot {m}}={\frac {h_{3}-h_{1}}{h_{2}-h_{3}}}}
Partea de „putere consumată” este căldura fluidului de antrenare:
{\displaystyle P_{in}={\dot {m}}(h_{2}-h_{4})}
Ca urmare, eficiența teoretică a instalației este:
{\displaystyle \epsilon ={\frac {P_{u}}{P_{in}}}={\frac {h_{1}-h_{5}}{{\dot {m}}(h_{2}-h_{4})}}={\frac {(h_{1}-h_{5})(h_{2}-h_{3})}{h_{3}-h_{1}}}}
Eficiența reală se stabilește luând în considerare și gradele de perfecțiune termodinamică ale componentelor.

## Mașini frigorifice cu absorbție

1 - încălzitor; 2 - separator; 3 - apă sărăcită în amoniac; 4 - amoniac condensat; 5 - hidrogen de egalizare a presiunii; 6 - amoniac lichid; 7 - vaporizator; 8 - amoniac gazos; 9 - absorbitor (apa absoarbe amoniacul)

Mașinile cu absorbție se bazează pe afinitatea unor substanțe față de vaporii altei substanțe, utilizată ca agent frigorific. De obicei mașinile cu absorbție folosesc ca agent frigorific amoniacul sau apa și au nevoie de un al doilea fluid, capabil să le absoarbă, absorbantul: apă pentru amoniac, respectiv saramură pentru apă. Diferența față de mașinile cu compresiune de vapori este modul în care agentul frigorific este readus din starea de vapori la starea lichidă, și anume, prin încălzire. Ciclul mașinii cu absorbție poate fi descris în trei faze:
- Vaporizarea: agentul frigorific lichid se vaporizează într-un mediu cu presiunea parțială scăzută, extrăgând astfel căldură din spațiul răcit.
- Absorbția: Absorbantul sărăcit absoarbe vaporii de agent frigorific, menținând astfel presiunea parțială scăzută.
- Regenerarea: Absorbantul saturat cu vapori de agent frigorific este încălzit, determinând vaporizarea agentului frigorific.

Dacă pentru egalizarea presiunii totale, în condensator și absorbitor se introduce un al treilea component, gazos, inactiv, de exemplu hidrogen, presiunea totală din sistem este aceeași în toate punctele, ca urmare nu mai este nevoie de o metodă de reducere a presiunii (de exemplu cu un ventil de laminare), motiv pentru care acest sistem se numește cu absorbție-difuziune. Încălzirea soluției saturate are loc la capătul de jos al unui tub subțire. Bulele de vapori de agent frigorific împing lichidul sărăcit într-un separator amplasat sus, din care lichidul va curge prin gravitație în camera de absorbție. Circulația fluidelor se face prin termosifon, sub influența gravitației, nefiind necesară vreo pompă. Funcționarea este continuă și lipsită de zgomot, aspect benefic la frigiderele casnice.

## Mașini frigorifice cu adsorbție
Mașinile frigorifice cu adsorbție sunt foarte asemănătoare cu cele cu absorbție, folosind adsorbția în locul absorbției. Fenomenul de adsorbție fiind un fenomen de suprafață, drept agent frigorific se folosesc substanțe poroase. Drept cupluri de substanțe se folosesc cărbunele activ (adsorbant) și alcoolul metilic, sau silicagelul (adsorbant) și dioxidul de sulf. Deoarece adsorbanții sunt substanțe solide, ele nu circulă prin sistem, ca urmare funcționarea acestor sisteme este una periodică, cu perioade alternative de răcire și încălzire.

## Mașini frigorifice cu răcire termoelectrică

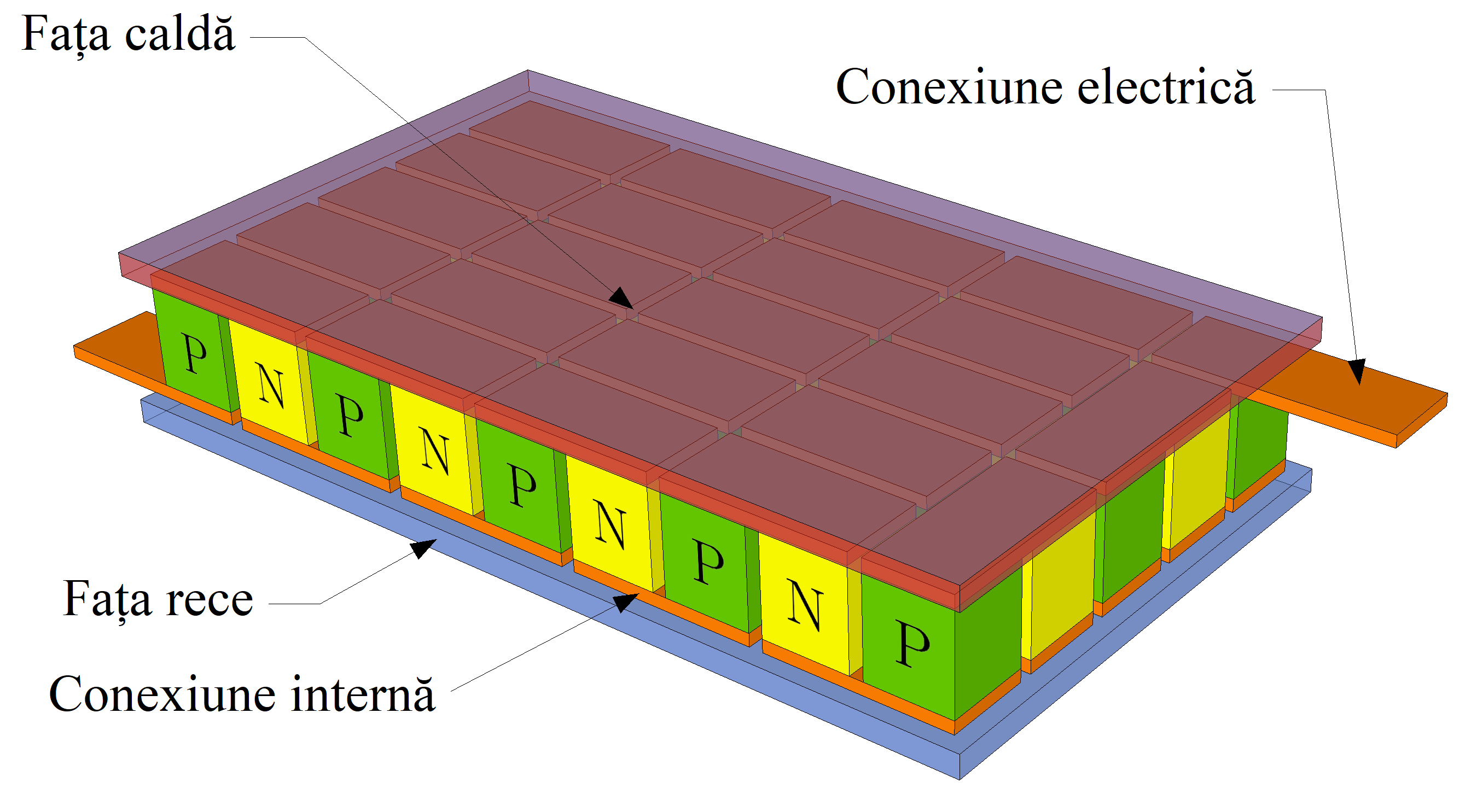
Structura unui chip Peltier. Elementele sunt legate din punct de vedere termic în paralel iar d.p.d.v. electric în serie.

Mașinile frigorifice cu răcire termoelectrică folosesc efectul Peltier pentru a produce un schimb de căldură la joncțiunea a două tipuri diferite de materiale. Un element termoelectric este realizat din trei componente; conductoarele, elementele și substratul, iar mai multe dintre aceste elemente sunt conectate electric în serie, dar termic în paralel. Când un curent electric continuu trece prin dispozitiv, acesta face ca un capăt al unui element să devină mai rece, iar celălalt mai cald. Capetele calde sunt atașate la un radiator, astfel încât să rămână peste temperatura ambiantă, în timp ce partea rece este sub temperatura ambiantă..
Cantitatea de căldură care poate fi transmisă prin efect Peltier din spațiul răcit este proporțională cu curentul și timpul.
{\displaystyle Q=\Phi It}
unde {\displaystyle \Phi } este coeficientul Peltier, I este curentul și t este timpul.
Coeficientul Peltier depinde de temperatură și de materialele din care sunt fabricate elementele. O valoare de 10 W/A este una obișnuită, dar aceasta este diminuată de două fenomene: 
- conform legii lui Ohm, un element Peltier va produce căldură prin efect Joule-Lenz:[68][67]

{\displaystyle Q_{R}=RI^{2}t}
unde R este rezistența;
- va exista un flux termic de la fața fierbinte la fața rece prin conducție termică în interiorul elementului însuși, un efect care devine tot mai puternic pe măsură ce diferența de temperatură crește.

În aplicațiile de răcire, joncțiunile termoelectrice au o eficiență de aproximativ 1/4 față de mijloacele de răcire cu compresie de vapori: au o eficiență de aproximativ 10–15 % față de cea a ciclului Carnot inversat, față de c. 40–60 % ale sistemelor cu compresiune de vapori.
Avantajele sunt lipsa părților în mișcare, posibilitatea de a funcționa ca regulator al temperaturii — deoarece fluxul termic este direct proporțional cu curentul prin modul, el poate fi comandat cu exactitate, astfel că temperatura poate fi controlată la fracțiuni de grad — dimensiuni reduse și faptul că nu folosește vreun agent frigorific. Principalul dezavantaj este eficiența energetică mică.